# Nahida
Genre
Synonymes
Threnodes Hewitson, 1870, nom. praeocc.
Nahida est un genre de lépidoptères (papillons) de la famille des Riodinidae, originaires d'Équateur.

## Taxonomie
Ce genre a été décrit pour la première fois en 1870 sous le nom de Threnodes par le naturaliste britannique William Chapman Hewitson, en même temps que son espèce type Threnodes coenoides Hewitson, 1870,.
Le nom Threnodes s'avérant préoccupé par Threnodes Duponchel, 1845 et Threnodes Guénée, 1854, l'entomologiste britannique William Forsell Kirby a introduit en 1871 un nomen novum : Nahida.

## Espèces
Selon certaines sources, le genre Nahida comporte jusqu'à 4 espèces :
- Nahida coenoides Hewitson, 1869
- Nahida ecuadorica Strand, 1911
- Nahida serena Stichel, 1910
- Nahida trochois Hewitson, 1877

alors que d'autres auteurs n'y voient qu'une seule espèce, Nahida coenoides, avec plusieurs sous-espèces,,. 

## Morphologie
L'apparence des imagos mime des Ithomiini.

## Distribution géographique
Les Nahida sont originaires d'Équateur.

### Publication originale du nomNahida
- Kirby, W. F. (William Forsell), 1844-1912, A synonymic catalogue of diurnal Lepidoptera (œuvre littéraire), Inconnu, Londres, 1871, [lire en ligne].